# Dameon Johnson
Dameon Johnson, född den 29 oktober 1976, är en amerikansk före detta friidrottare som tävlade i kortdistanslöpning.
Johnsons främsta merit är att han tillsammans med Andre Morris, Deon Minor och Milton Campbell vann guld på 4 x 400 meter vid inomhus-VM 1999.